# 中国面条

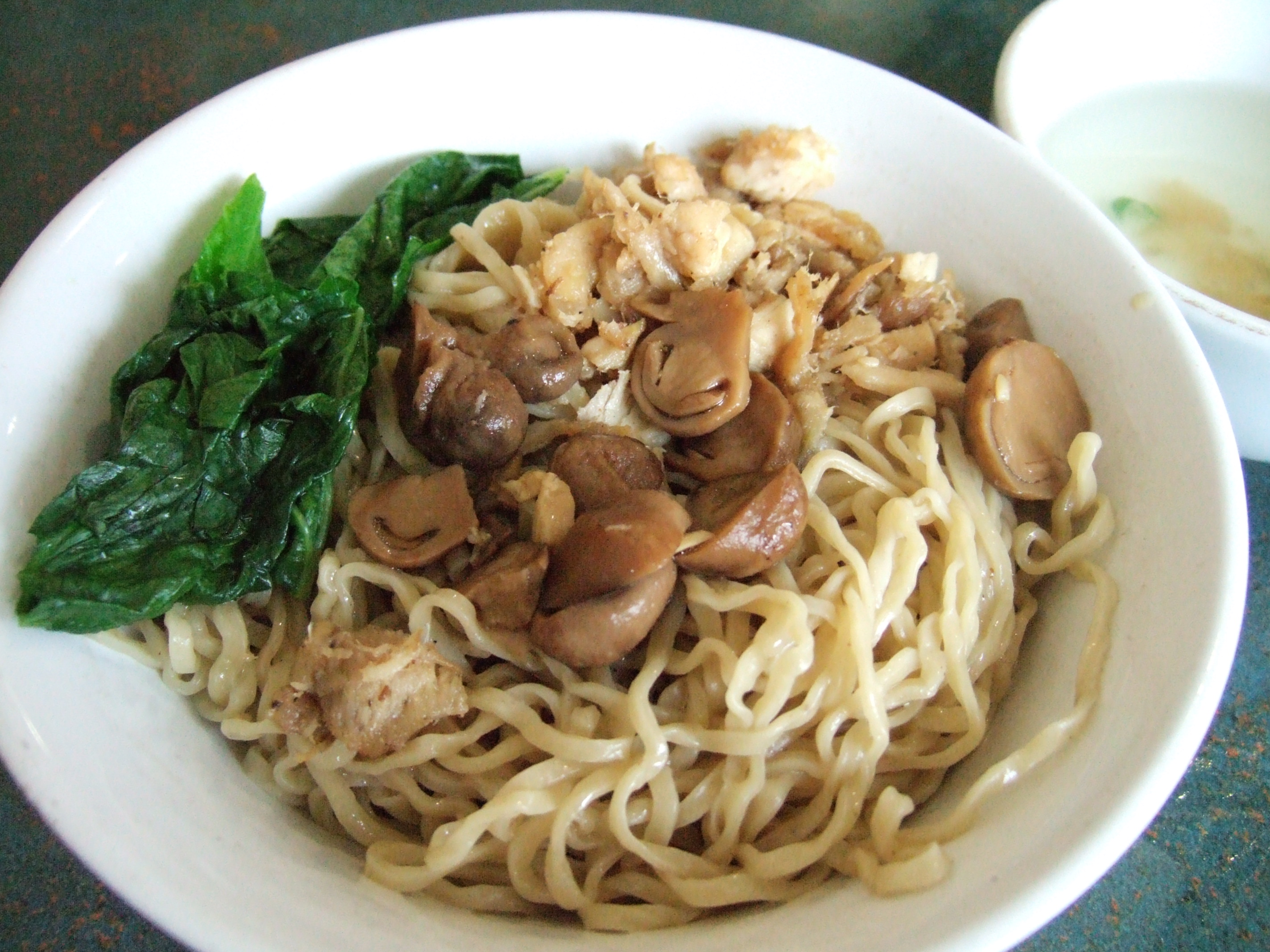
菜拌麵

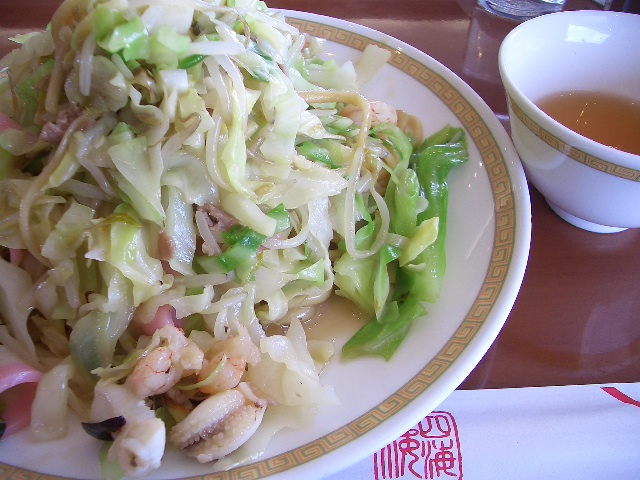
海鮮麵

在中国，最初所有面食统称为饼，其中在汤中煮熟的叫「汤饼」，即最早的麵条。2005年，中国社会科学院考古研究所研究员叶茂林在青海省民和县喇家遗址发现了距今有4000多年历史的麵条，长约50厘米，宽0.3厘米，由粟制成。

## 歷史
- 有證據指最少在公元前4000年的新石器時代晚期，在相等於現今青海省地方，已出現麵條。[2]
- 汉刘熙《释名·释饮食》中有索饼；
- 北魏贾思勰《齐民要术》中记有“水引饼”，是一种一尺一段，薄如“韭叶”的水煮食品[3]；
- 唐朝又有称为冷淘的过水凉面；南宋吴自牧《梦粱录》中记载16种面条，丰富多彩，有插肉麵、浇头麵等[4]；
- 元朝初《吴氏中馈录》记载制作水滑麵的做法[5]；
- 元朝出现了可以久存的挂麵；
- 明朝有制作技术高超的拉麵和鸡蛋麵，1500年宋诩《竹屿山房杂部》记载制作拉面和鸡蛋麵的方法[6]，
- 还有山西等地制作特殊的刀削麵；清朝乾隆年间又有经过煮、炸后，再加入菜肴烧焖而熟的伊府麵，这些都是中国历史上著名的麵条制品。

## 分類
中式麵條分為生麵與熟麵兩種。生麵是未經蒸熟或油炸的麵條，價錢較便宜但不耐放，約能存上兩至三天，煮麵時宜沸水下麵；經蒸煮或油炸而成的熟麵，若以烘乾抽乾水分後，可存放約兩至三個月，多製成麵餅狀，煮麵時可冷水下麵，待水滾麵餅散開，即可食用。兩者的味道和口感分別不大，最大分別隻是存放期，和麵的價錢，一般熟麵比生麵貴約五成。。
品種包括：
- 救濟麵（中華民國抗日戰爭後興起各省）
- 河南的燴麵；
- 北京的炸醬麵、龍鬚麵；
- 山東的福山拉麵；
- 濟南的打鹵麵；
- 东北的朝鲜冷麵；
- 蓬萊的小麵；
- 蘇州的蘇式湯麵；
- 镇江的锅盖麵；
- 昆山的奥灶麵；
- 扬州、上海的陽春麵；
- 杭州的片儿川；
- 廈門的沙茶麵；
- 陝西的油潑扯面；
- 岐山的臊子麵；
- 山西的刀削麵；
- 蘭州的清湯牛肉麵（兰州牛肉面）；
- 重慶的小麵；
- 四川的擔擔麵；
- 武漢的熱乾麵；
- 長沙的米粉；
- 新疆的拉條子；
- 廣州的餛飩麵（由餛飩、鹼水麵合成）、炒麵；
- 香港的撈麵、車仔麵、蝦子麵等；
- 台灣的擔仔麵、台灣牛肉麵等。
- 馬來西亞的福建炒麵、咖哩麵等。

黃河流域及其以北地區以其為主食，南方多用其作早點。米粉，米線和河粉是用米作成的麵條。
武汉热干面、北京炸酱面、山西刀削面、兰州牛肉面、四川担担面并称为“中国五大面条”。2013年，中華人民共和國商务部、中国饭店协会首次评选出“中国十大名面条”：武汉热干面、北京炸酱面、山西刀削面、河南萧记烩面、兰州牛肉面、杭州片儿川、昆山奥灶麵、镇江锅盖麵、四川担担麵、吉林延吉冷麵。

## 中國麵條圖集

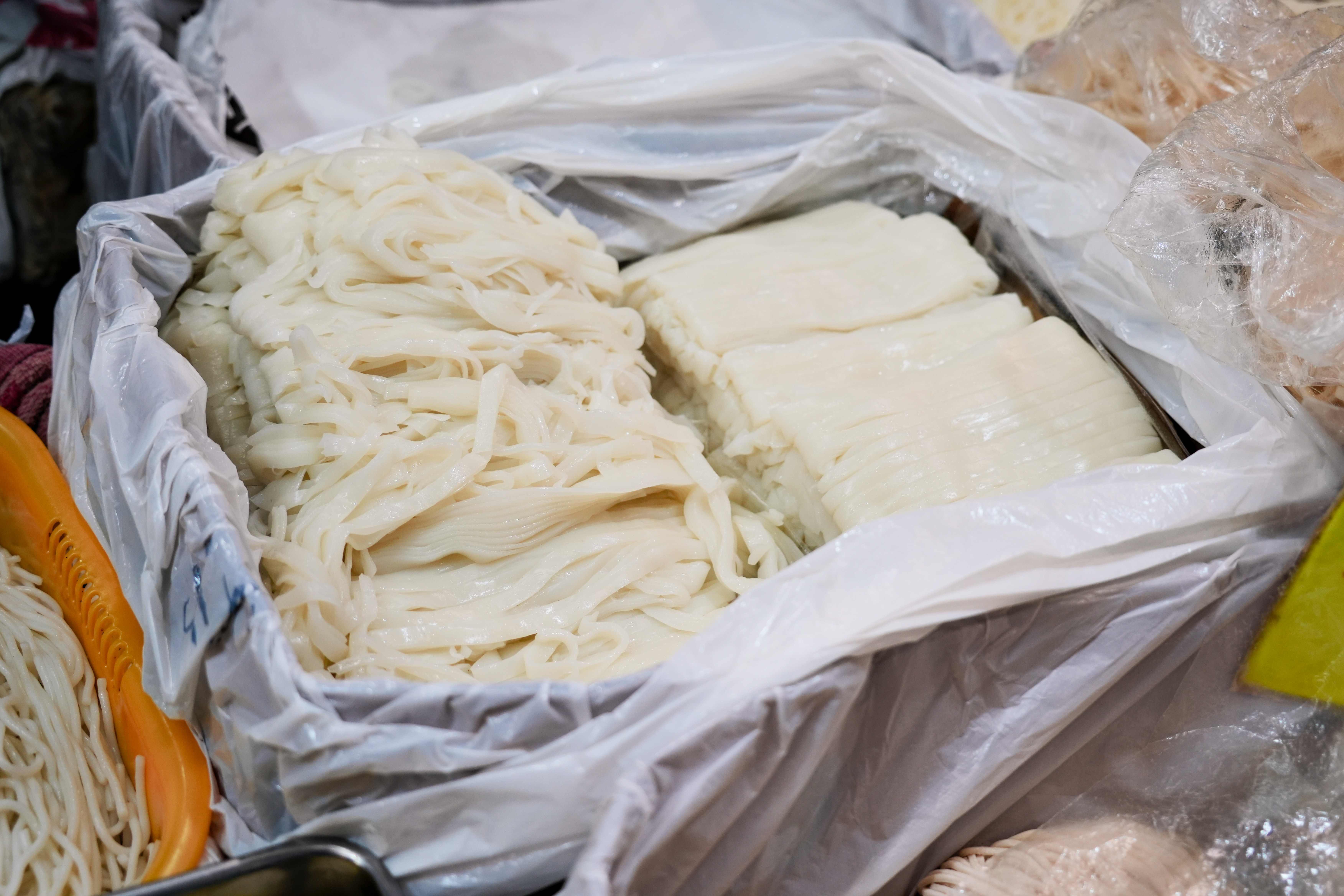
沙河粉
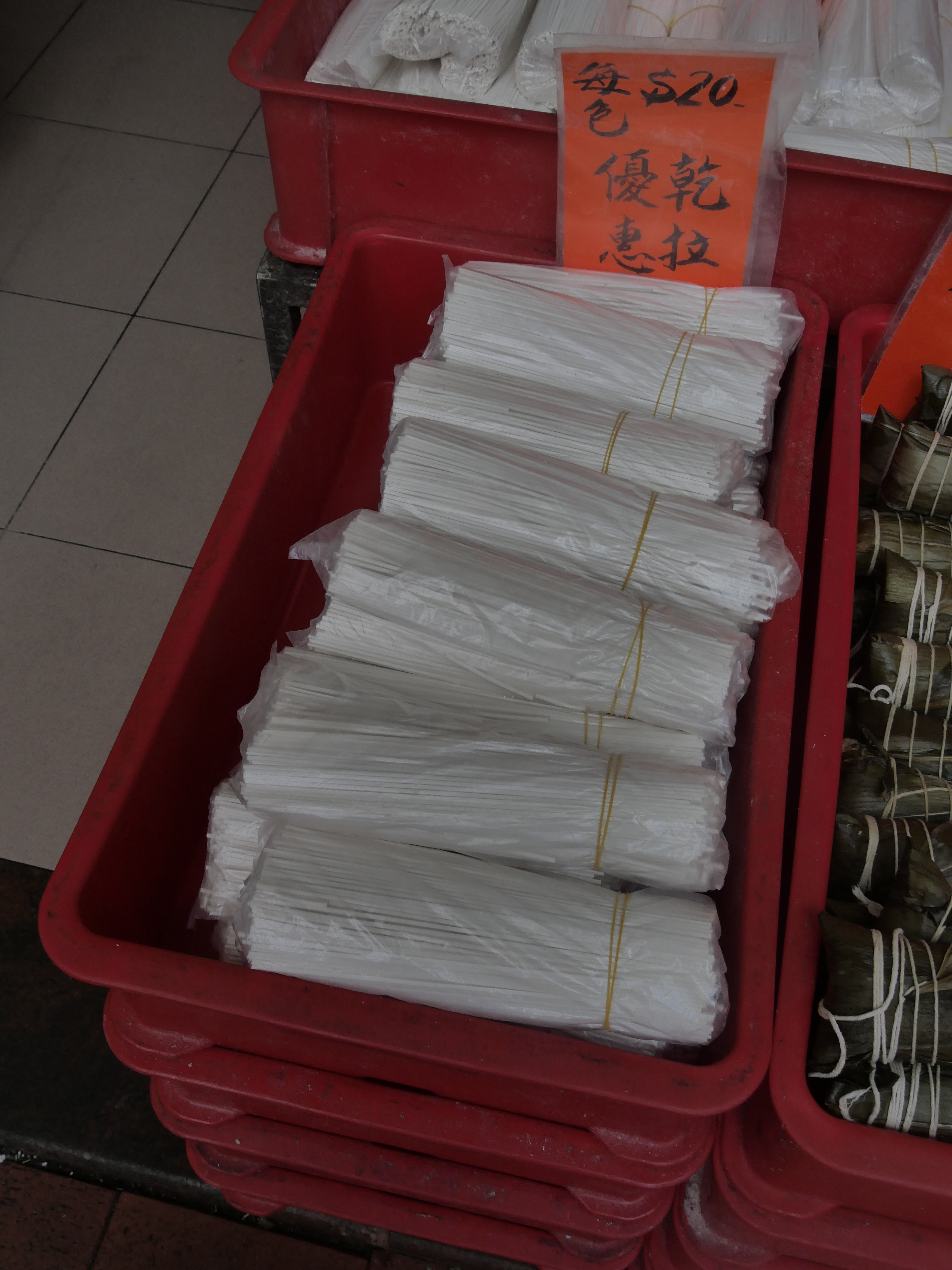
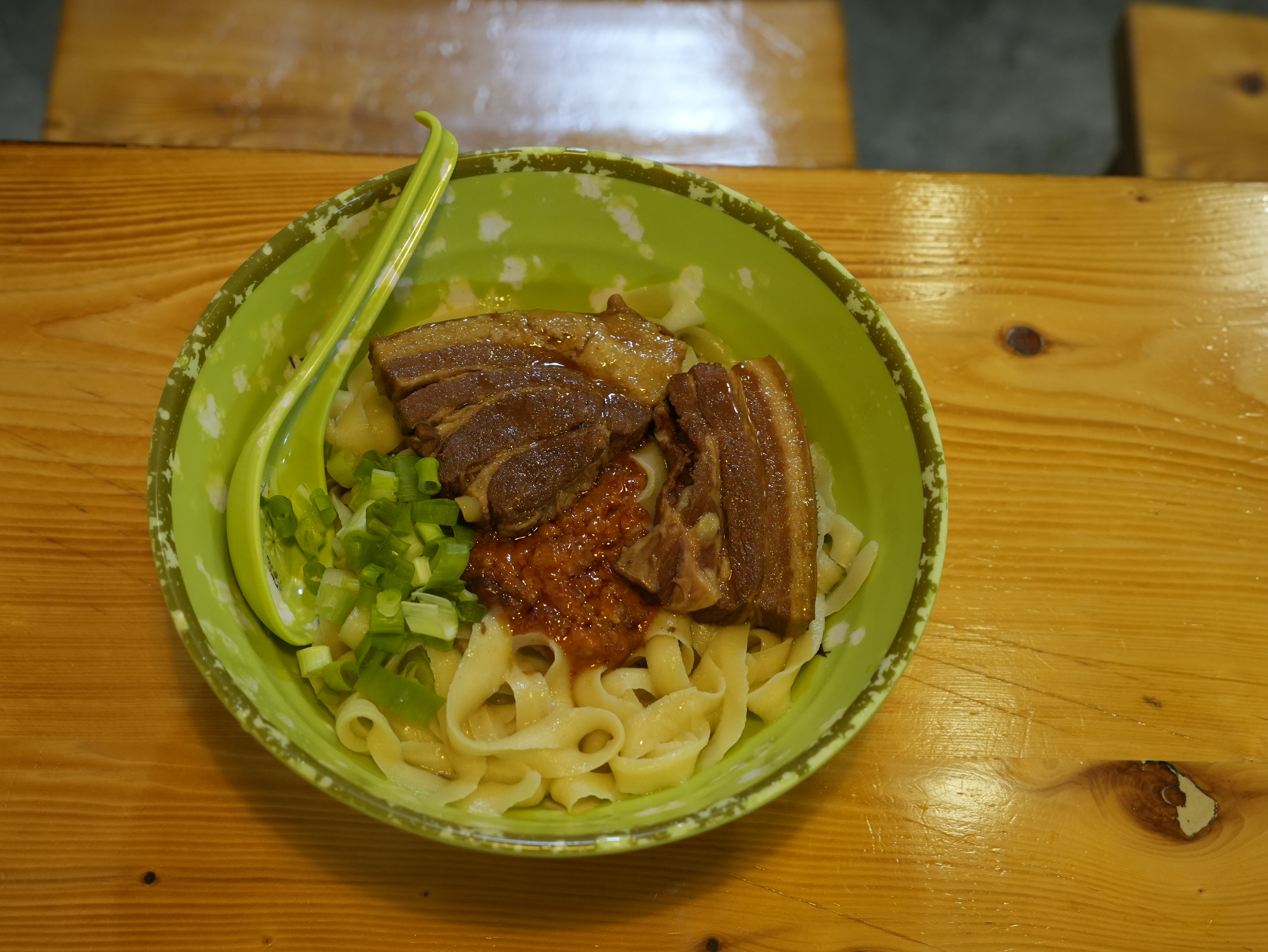
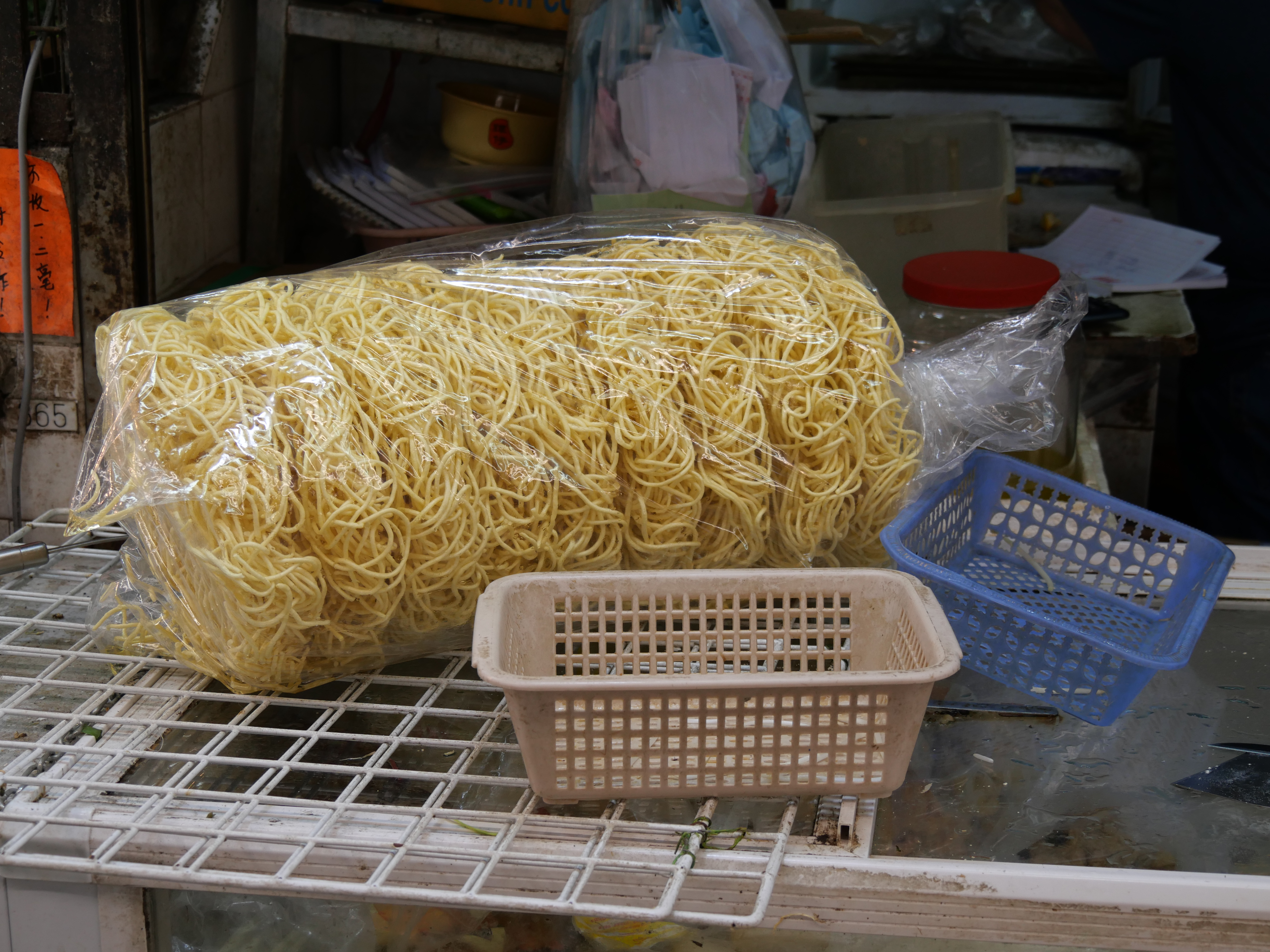
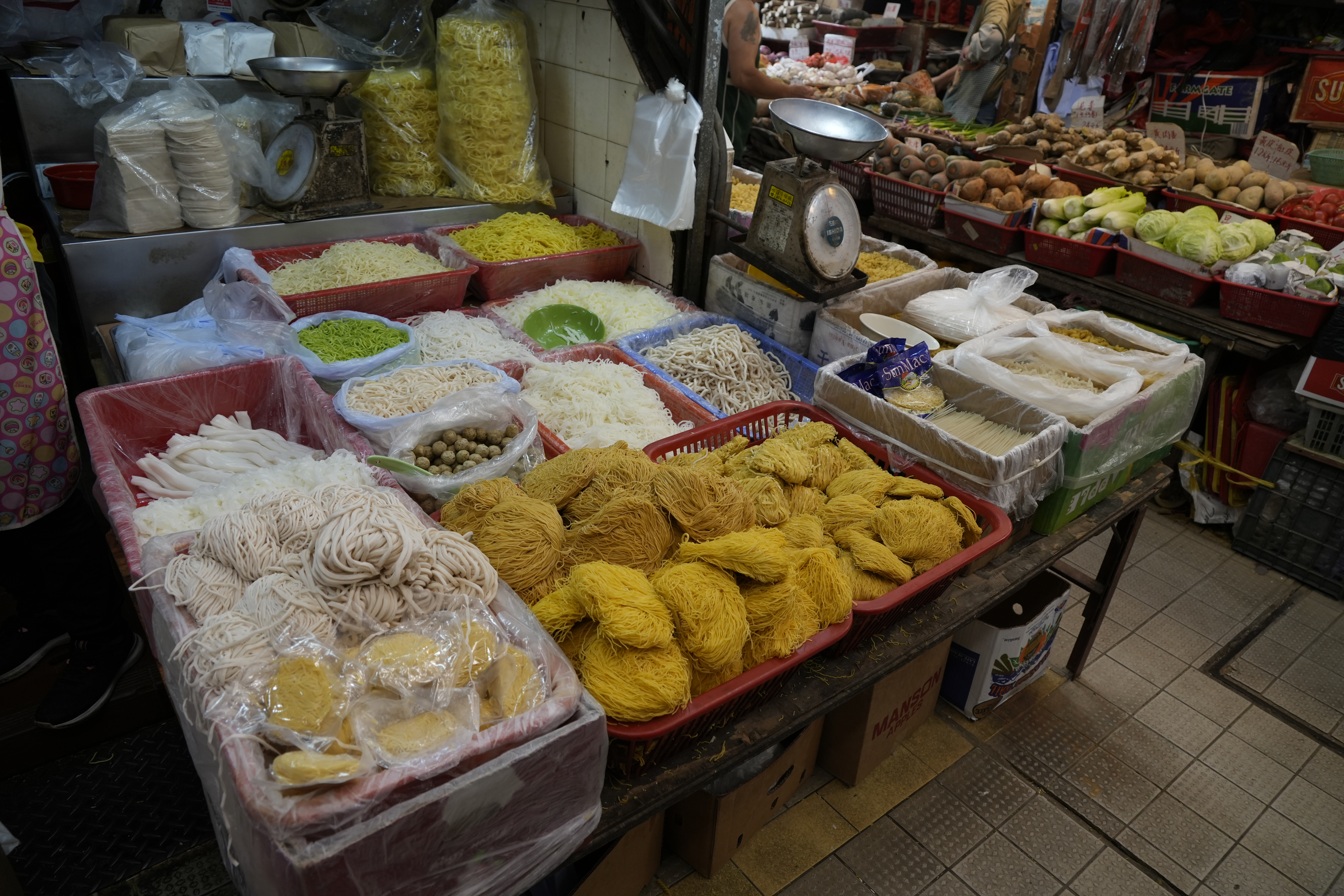
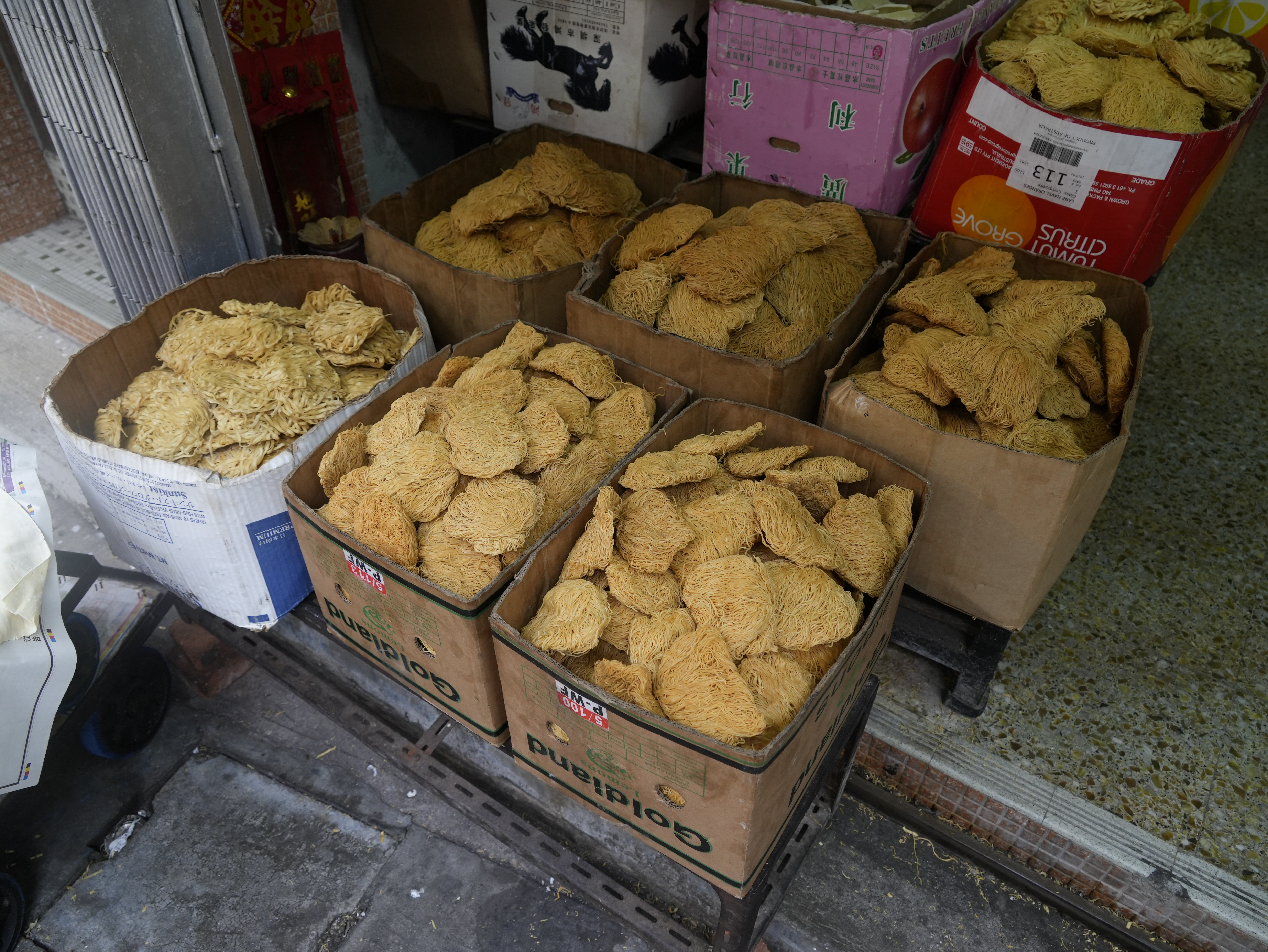
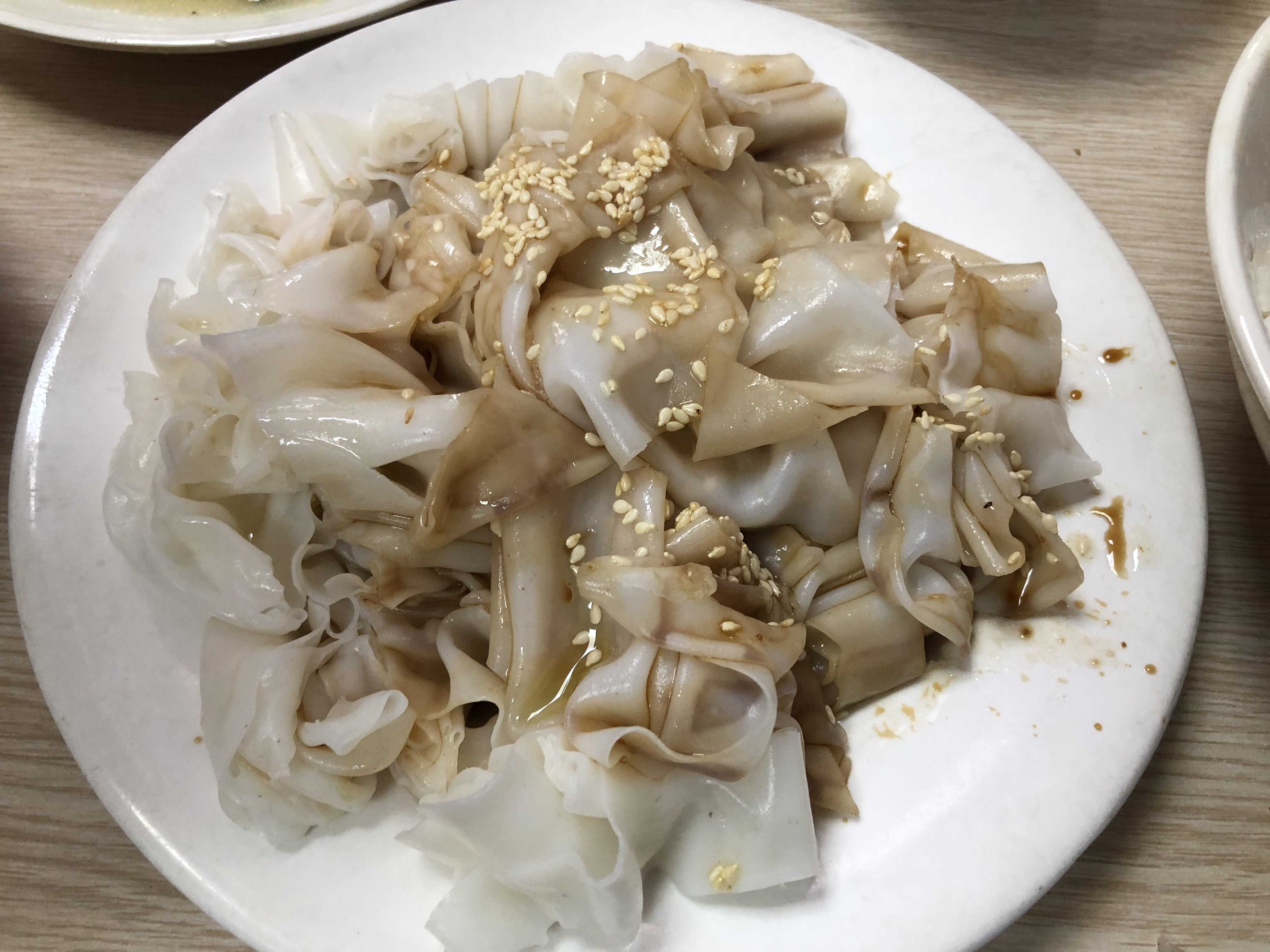
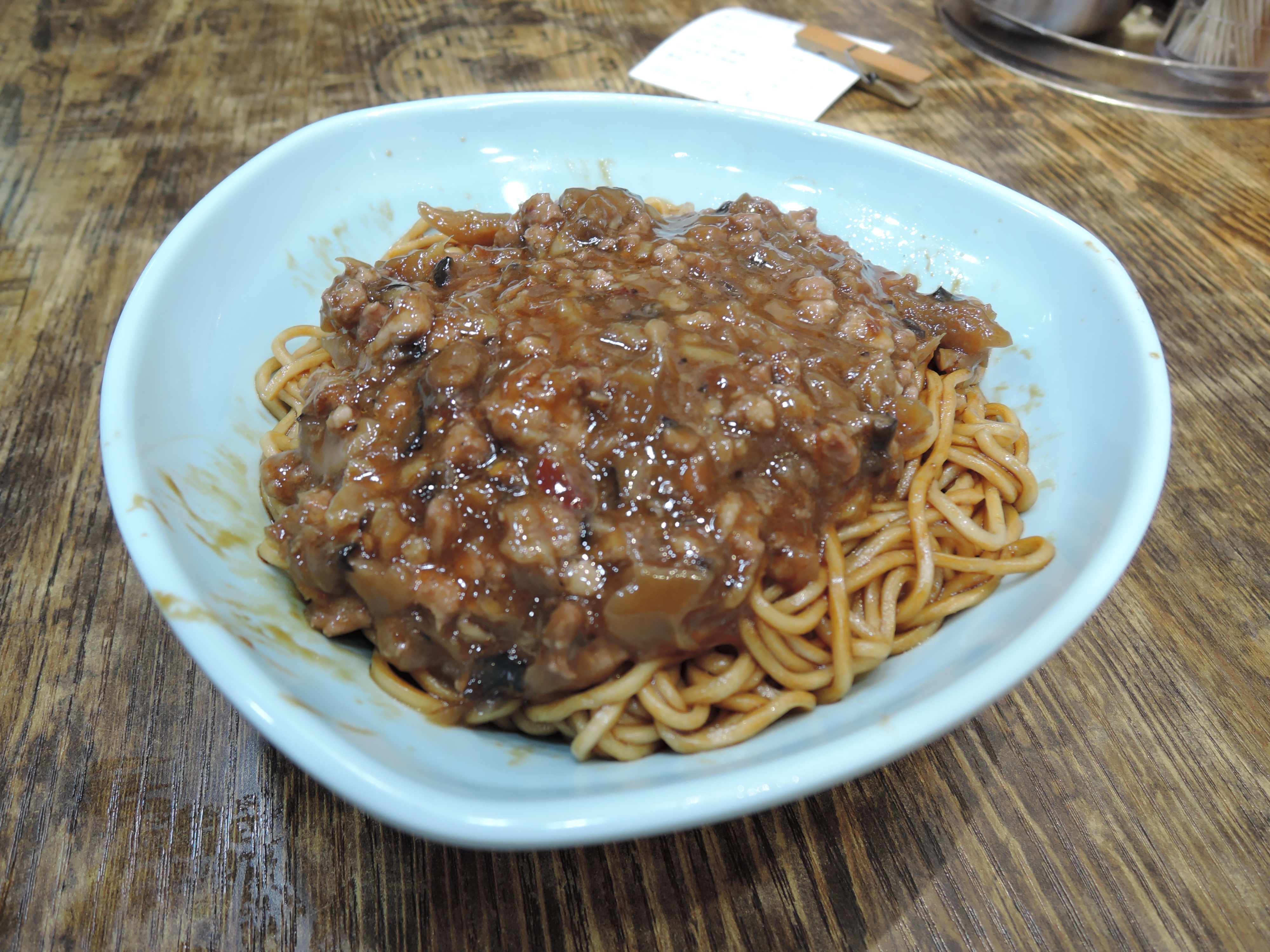
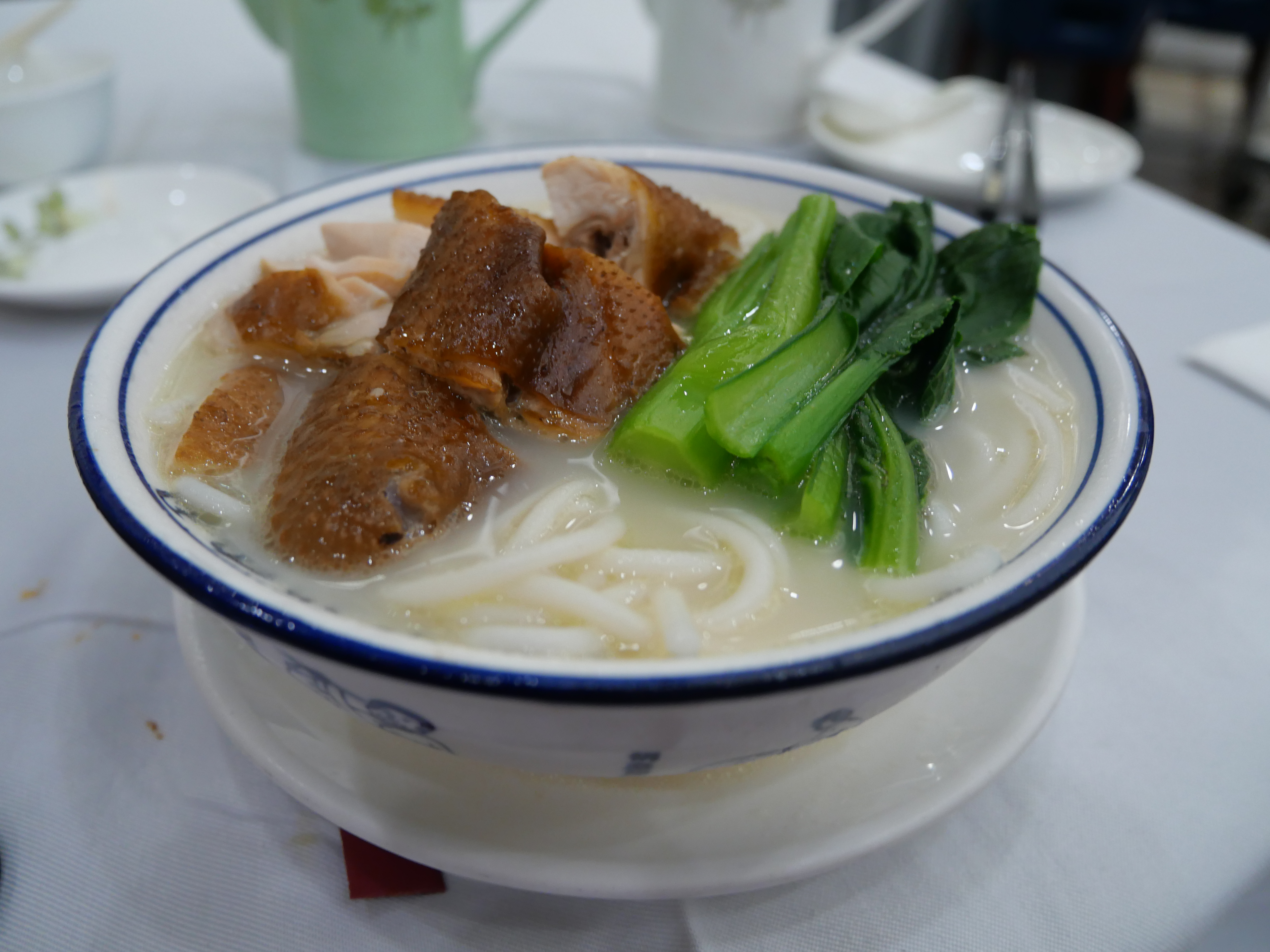
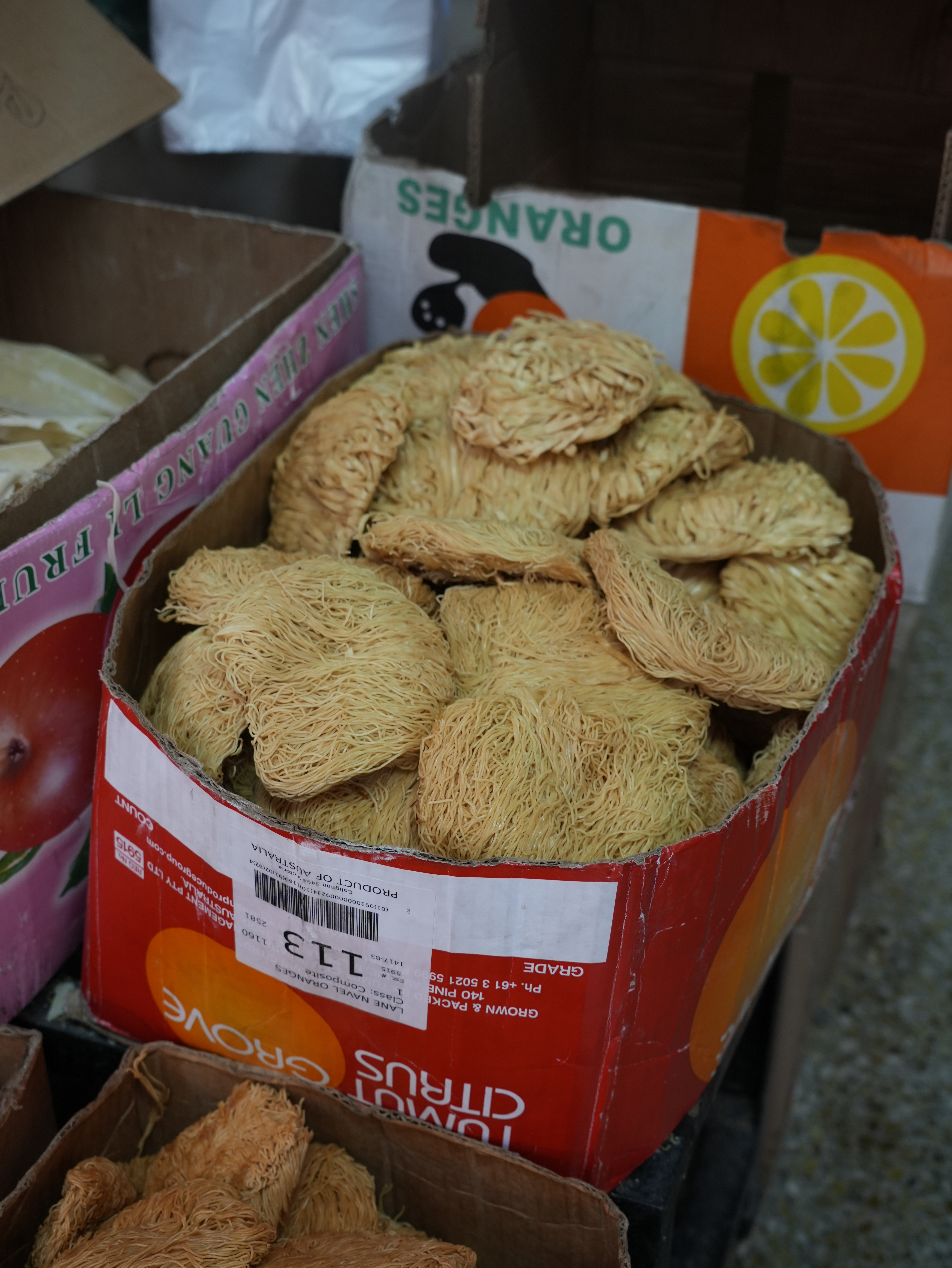
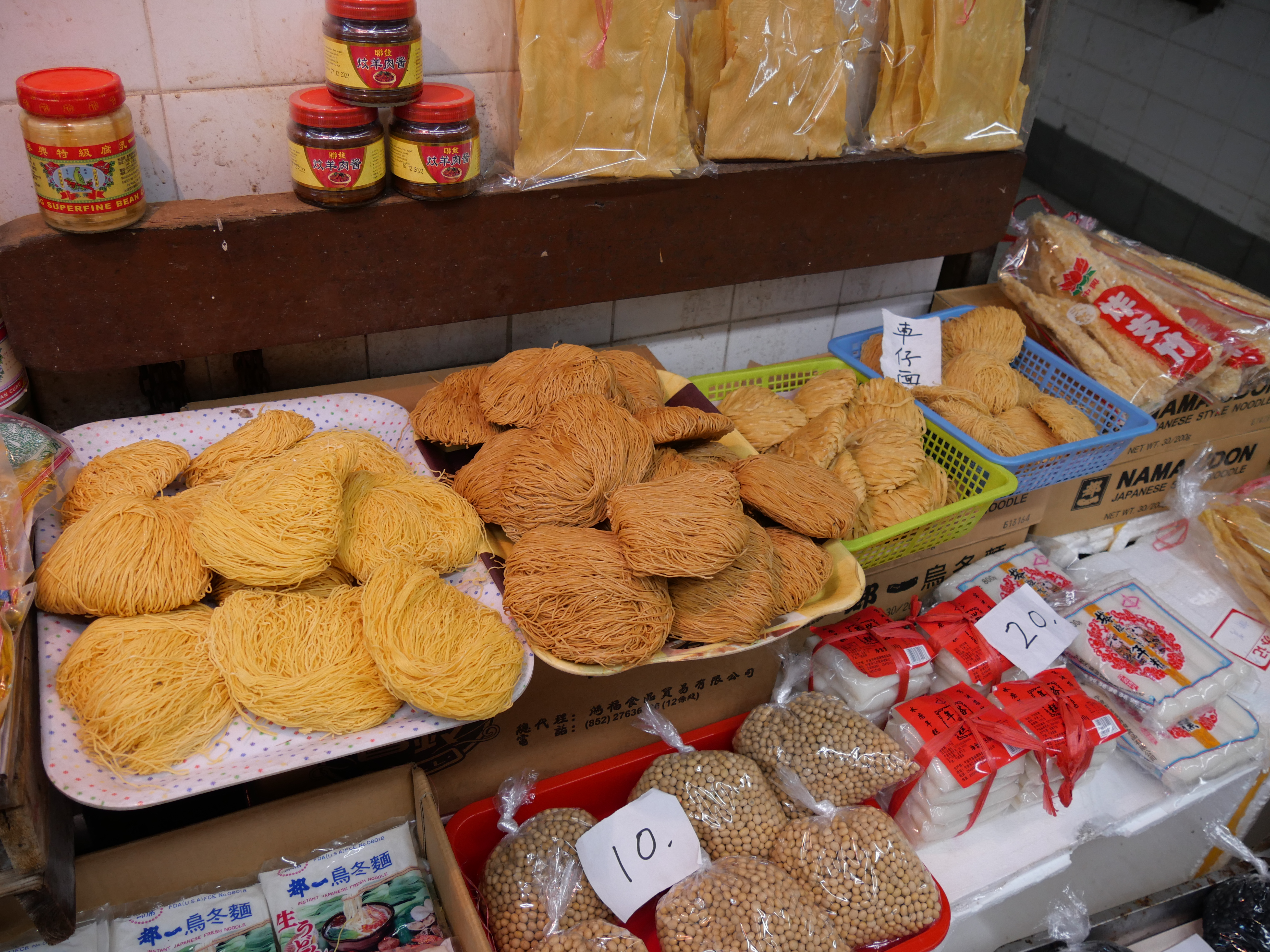